# Old Belvedere Rugby Football Club
 Old Belvedere RFC   est un club de rugby irlandais basé dans la ville de Dublin, en Irlande qui a obtenu le droit de jouer dans le championnat irlandais de Première Division pour la saison 2008-09.
Le club est affilié à la fédération du Leinster et ses joueurs peuvent être sélectionnés pour l’équipe représentative de la région, Leinster Rugby.

## Histoire
Le club était la section rugby du lycée privé Old Belvedere de Dublin (James Joyce y étudia). Le club obtient le statut de senior club en 1937 après ses deux victoires dans la relevée Metropolitan Cup. Il connaît ensuite son âge d'or dans les années 40, avec notamment 7 victoires consécutives dans la Leinster Senior League, record inégalé jusqu'à ce jour.
C'est sous le capitanat d'un de ses joueurs, le talonneur Karl Mullen, que l'équipe d'Irlande remporta en 1948 son seul Grand Chelem, et une deuxième Triple couronne consécutive en 1949.
En 1976, les statuts du club furent changés afin d'accueillir quiconque souhaitait y jouer.
En 2011, Old Belvedere remporte le premier titre de première division nationale de son histoire.

## Palmarès
- All-Ireland League : 2011
- Championnat d'Irlande Deuxième Division : 1995
- Leinster Club Senior Cup (12) : 1940, 1941, 1942, 1943, 1944, 1945, 1946, 1951, 1952, 1968, 2007, 2012
  - Finaliste (5) : 1947, 1949, 1955, 1981, 2000
- Metropolitan Cup (7) : 1936, 1937, 1945, 1946, 1952, 1956, 2004
  - Finaliste () :

## Joueurs célèbres
14 joueurs du club ont un jour porté la casaque verte de l'équipe d'Irlande : 
- Ollie Campbell
- Louis Crowe
- Mick Durgan
- Ray Finn
- Neil Francis
- Geoorge Morgan
- Derek McGrath
- Peter McKenna
- Karl Mullen
- Des O'Brien
- Brendan Quinn
- Frank Quinn
- Tony O'Reilly

 Lions britanniques et irlandais